# Омаров, Абдул Зуберович
Абдул Зуберович Омаров (род. 8 декабря 1989, Кизилюрт, Дагестанская АССР) — российский дзюдоист, победитель всероссийской спартакиады школьников 2005 года, победитель и призёр первенств России среди молодёжи, чемпион России 2010 года, победитель Летней Универсиады 2011 года, призёр этапов Кубка мира, мастер спорта России международного класса. Представлял спортивный клуб «Динамо» (Пермь). Тренировался под руководством Радика Кашипова. Выступал в средней весовой категории (до 90 кг).

## Спортивные результаты
- II Всероссийская спартакиада школьников 2005 года — ;
- Первенство России по дзюдо 2008 года среди молодёжи — ;
- Первенство России по дзюдо 2010 года среди молодёжи — ;
- Первенство России по дзюдо 2011 года среди молодёжи — ;
- Чемпионат России по дзюдо 2010 года — .